# Blanche Payson
Pour les articles homonymes, voir Payson.
Blanche Payson est une actrice américaine née le 20 septembre 1881 à Santa Barbara, Californie (États-Unis), décédée le 4 juillet 1964 à Hollywood (États-Unis).

## Filmographie
- 1916 : Wife and Auto Trouble : His wife
- 1916 : The Village Blacksmith
- 1916 : A Bath House Blunder de Dell Henderson : Rival
- 1916 : Bath Tub Perils
- 1916 : A Social Cub (en)
- 1916 : A la Cabaret
- 1916 : Les deux hurluberlus (Dollars and Sense)
- 1917 : Her Circus Knight : The Aerialist
- 1917 : Oriental Love
- 1917 : Skidding Hearts
- 1917 : The Sultan's Wife de Clarence G. Badger : Harem Matron
- 1917 : A Sanitarium Scandal
- 1918 : Bears and Bad Men de Larry Semon : Maw Cutshaw
- 1918 : Humbugs and Husbands
- 1918 : The Scholar d'Arvid E. Gillstrom
- 1918 : Farms and Fumbles
- 1918 : He's in Again
- 1918 : Bumps and Boarders
- 1920 : The Land of Jazz : The Maid
- 1922 : The Little Rascal
- 1922 : Hello, Judge
- 1923 : The American Plan
- 1923 : Farm Follies
- 1923 : Smarty
- 1923 : The Kid Reporter
- 1923 : Les Trois âges (Three Ages) : The Amazon
- 1923 : Kidding Katie
- 1923 : Hansel and Gretel
- 1924 : The Misfit : The Wife
- 1924 : Jack and the Beanstalk
- 1924 : His First Car
- 1924 : Crushed : Mrs. Jones
- 1924 : Motor Mad
- 1925 : Oh, Doctor! : Osteopath
- 1925 : The Raspberry Romance
- 1925 : Super-Hooper-Dyne Lizzies
- 1925 : Crying for Love
- 1925 : Demi-portion (Half a Man) : une femme naufragée
- 1925 : Too Much Mother-in-Law
- 1925 : Slippery Feet : The Battleship
- 1925 : La Marraine de Charley (Charley's Aunt) de Scott Sidney
- 1925 : We Moderns : Johanna
- 1925 : Yes, Yes, Babette
- 1926 : La Bohème de King Vidor
- 1926 : Pour l'amour du ciel (For Heaven's Sake) : Lady on the street
- 1926 : Too Many Babies
- 1926 : Honeymooning with Ma
- 1926 : When a Man's a Prince
- 1926 : Beauty à la Mud
- 1926 : Madame Dynamite : Woman
- 1927 : Should Men Walk Home? : Guest
- 1927 : Peaceful Oscar (en) de William Goodrich
- 1927 : The Bachelor's Baby : Mrs. Boppo
- 1927 : Naughty Boy
- 1927 : Keeping His Word
- 1927 : Mon patron et moi (Figures Don't Lie) de A. Edward Sutherland : Mrs. Jones
- 1927 : Splash Yourself
- 1927 : Papa's Boy
- 1928 : La Famille Illico (Bringing Up Father)
- 1928 : Follow the Leader
- 1928 : Taxi Beauties
- 1929 : Taxi Spooks
- 1929 : Are Scotchmen Tight?
- 1929 : Caught in a Taxi
- 1929 : Purely Circumstantial
- 1930 : En dessous de zéro (Below Zero) : Formidable woman
- 1930 : Take Your Medicine
- 1931 : Justes Noces (Our Wife) : Turpin's wife
- 1931 : Annabelle's Affairs d'Alfred L. Werker : Bit Role
- 1931 : I Surrender Dear
- 1931 : Wicked : Matron
- 1931 : Taxi Troubles
- 1931 : War Mamas : Head Nurse
- 1931 : Dogs Is Dogs (en) de Robert F. McGowan : Spud's mother
- 1932 : Aidons-nous ! (Helpmates) : Mrs. Hardy
- 1932 : Love Pains
- 1932 : Impatient Maiden : Mrs. Thomas
- 1932 : Red Noses : Dr. Payson, Physical Therapist
- 1932 : Meet the Senator
- 1932 : The Loud Mouth : Big Woman
- 1932 : Jewel Robbery de William Dieterle : Masseuse
- 1933 : Loose Relations
- 1934 : Love Detectives : Mrs. Smith
- 1934 : Whirlpool : Henpecking Wife
- 1934 : Among the Missing : Police Matron
- 1934 : Jealousy : Matron
- 1935 : One More Spring : Wife
- 1935 : She Gets Her Man de William Nigh : Raider
- 1935 : Hoi Polloi (en) : Party guest
- 1935 : Bad Boy
- 1935 : Music Is Magic : Singer
- 1936 : Just Speeding
- 1937 : That I May Live d'Allan Dwan : Bit Role
- 1937 : All Over Town (en) de James W. Horne : Mother Wilson, Landlady
- 1938 : Vous ne l'emporterez pas avec vous (You Can't Take It with You) de Frank Capra : Matron
- 1938 : Slander House : Hilda
- 1939 : Swing, You Swingers!
- 1939 : Femmes (The Women) : Masseuse
- 1939 : L'Étonnant M. Williams (The Amazing Mr. Williams) : Large Woman
- 1940 : Convicted Woman : Matron
- 1940 : From Nurse to Worse : Nurse at Bellevue
- 1940 : Angels Over Broadway : Large Woman
- 1940 : A Bundle of Bliss
- 1940 : Cookoo Cavaliers : Mackerel customer
- 1941 : Toute à toi (Nice Girl?) : Netty Peck
- 1941 : Deux Nigauds marins (In the Navy) : Hatchet-faced woman
- 1941 : Love at First Fright : Clan Member
- 1941 : An Ache in Every Stake
- 1941 : Lovable Trouble
- 1941 : Honolulu Lu : Mezzo Soprano
- 1941 : Among the Living : Woman at Trial
- 1941 : Mr. District Attorney in the Carter Case : Bit Part
- 1942 : All Work and No Pay
- 1942 : Blondie for Victory
- 1942 : La Justice des hommes (The Talk of the Town) : Woman
- 1943 : A Blitz on the Fritz : Egbert's mother-in-law
- 1943 : Salute for Three : Taxi driver
- 1943 : A Maid Made Mad : Amazon Hotel House Detective,
- 1943 : Ghosts on the Loose : Mrs. John G. Elwood
- 1943 : Quack Service
- 1946 : A Tale of Two Cafes : Huge Woman